# Pinacosterna nachtigali
Pinacosterna nachtigali là một loài bọ cánh cứng trong họ Cerambycidae.